# Markapur
Markapur es una ciudad y  municipio situada en el distrito de Prakasam en el estado de Andhra Pradesh (India). Su población es de 71092 habitantes (2011). Se encuentra a 191 km de Vijayawada y a 228 km de Hyderabad. 

## Demografía
Según el censo de 2011 la población de Markapur era de 71092 habitantes, de los cuales 35696 eran hombres y 35396 eran mujeres. Markapur tiene una tasa media de alfabetización del 75,29%, superior a la media estatal del 67,02%: la alfabetización masculina es del 84,50%, y la alfabetización femenina del 66,04%.